# Savoureuse
 (juillet 2014).
Si vous disposez d'ouvrages ou d'articles de référence ou si vous connaissez des sites web de qualité traitant du thème abordé ici, merci de compléter l'article en donnant les références utiles à sa vérifiabilité et en les liant à la section « Notes et références ».

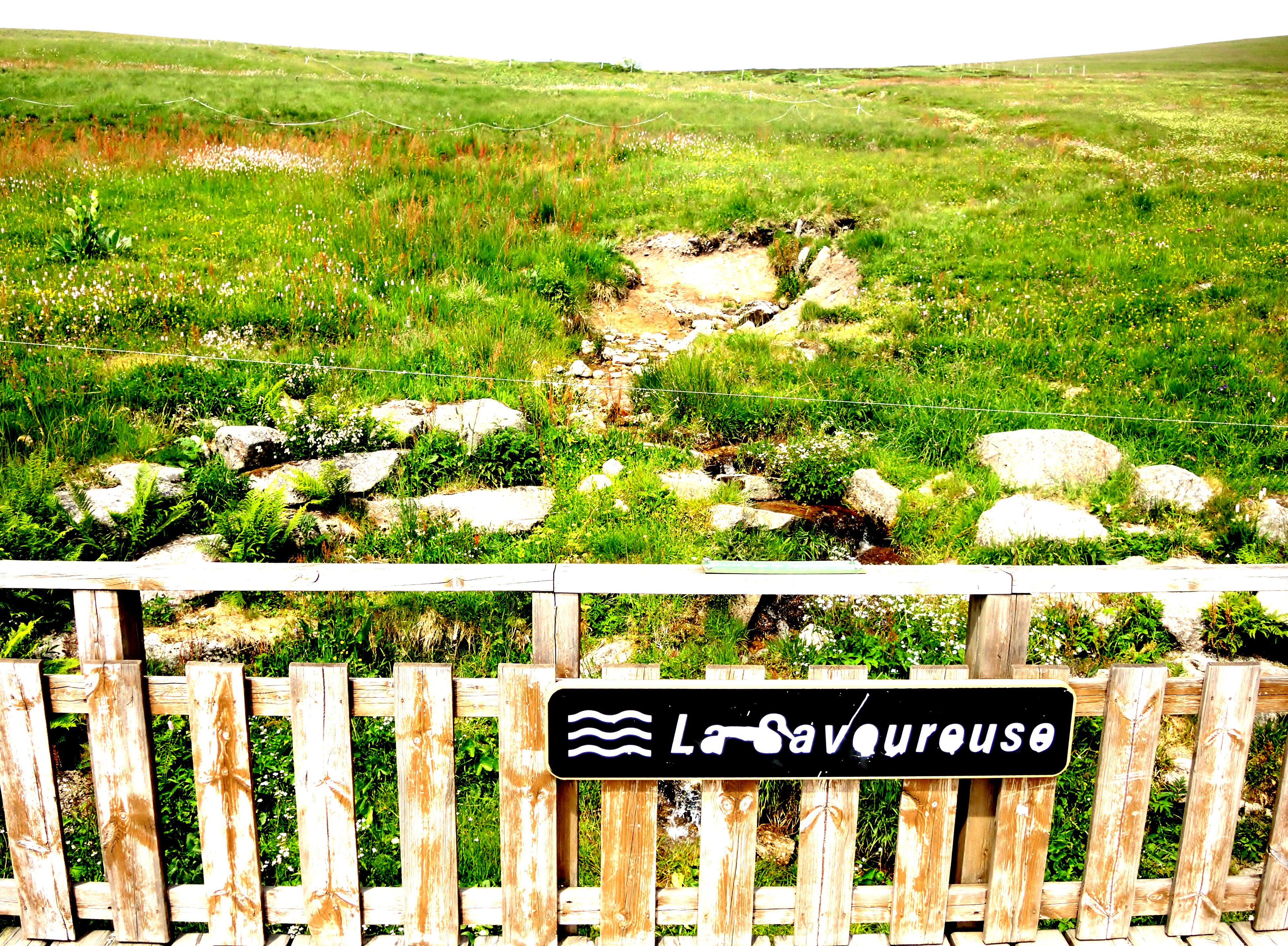
Source de la Savoureuse, au sommet du ballon d'Alsace.

La Savoureuse est une rivière, principal cours d'eau de la ville de Belfort et du département du Territoire de Belfort en région Bourgogne-Franche-Comté. Affluent de l'Allan, elle est un sous-affluent du Rhône par le Doubs et la Saône.

## Une vallée d'origine glaciaire
La Savoureuse draine une vallée dont la partie la plus haute (territoire des communes de Lepuix et Giromagny), présente une forme d'auge, caractéristique d'une érosion glaciaire. Plusieurs dépôts morainiques, très visibles dans le paysage, barrent la vallée à Lepuix et deux anciens verrous glaciaires peuvent être observés, à Malvaux et à la limite entre les deux communes.

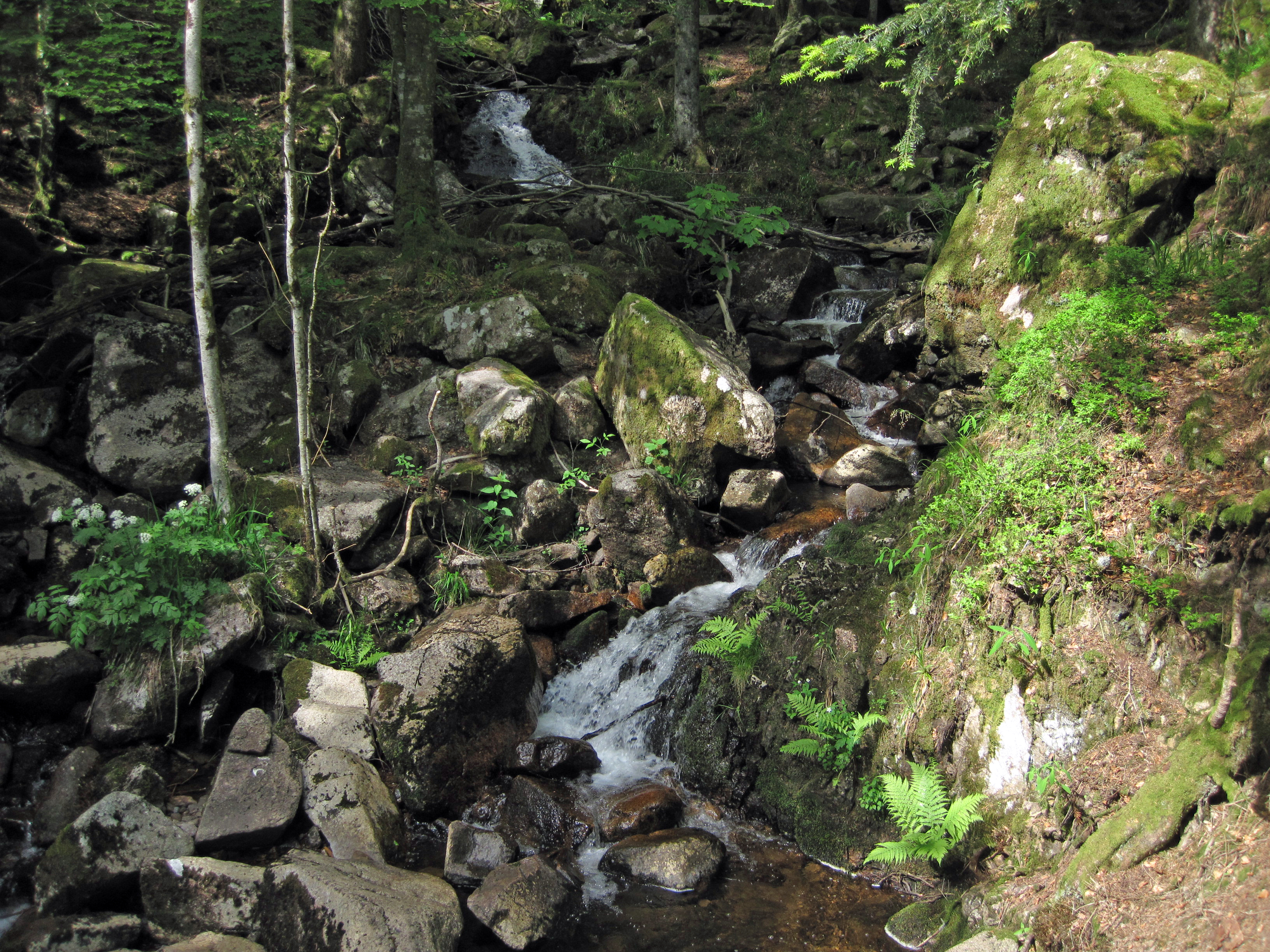
La Savoureuse au pont du Rummel, commune de Lepuix, Ballon d'Alsace, printemps 2015.

Les importants dépôts sédimentaires qui occupent l'aval de cette zone ne peuvent pas trouver une explication dans l'activité actuelle d'un cours d'eau au débit relativement faible (qui atteint très exceptionnellement environ 200 m3/s à Belfort, pour une crue centennale). Seuls les débits considérables donnés par la fonte d'un glacier peuvent en être la cause.
Lors du retrait glaciaire, la Savoureuse et son affluent la Rosemontoise confluaient à l'aval immédiat du débouché de leurs vallées respectives et le cours d'eau en résultant s'écoulait ensuite dans l'actuel lit majeur de la Rosemontoise. Plus tard, à l'occasion de l'érosion des dépôts morainiques qui se trouvaient à cette confluence, les deux cours d'eau se sont séparés, la Savoureuse se donnant un nouveau lit plus à l'Ouest, pour ne se rejoindre que beaucoup plus à l'aval, dans ce qui est aujourd'hui la commune de Valdoie. Il en résulte que l'étendue de sédiments récents occupant le lit majeur de la Savoureuse, de formation plus tardive, est beaucoup moins vaste que celle de la Rosemontoise qui a pourtant un débit moins important.

## Géographie
De 41,2 km de longueur, la Savoureuse prend sa source dans la commune de Lepuix, 60 m sous le sommet du Ballon d'Alsace qui culmine à 1 250 mètres d'altitude, et est un torrent de montagne sur les premiers kilomètres de son cours. Au pied du Ballon, elle devient une petite rivière de piémont et reçoit les apports de nombreux petits affluents montagnards. Elle draine ensuite la plaine située entre le massif du Ballon et l'agglomération de Belfort qui s'est établie sur ses rives et occupe largement une importante partie de son lit majeur, aujourd'hui remblayé. La rivière quitte le Territoire de Belfort pour entrer dans le département du Doubs où elle se jette dans l'Allan, affluent du Doubs, près de Sochaux.
L'Allan est un bref cours d'eau né de la confluence entre deux rivières du Territoire de Belfort, l'Allaine (cours d'eau en réalité franco-suisse) et la Bourbeuse.
Son bassin versant, à la confluence avec l'Allan, a une superficie de  235 km2, il couvre toute la partie ouest du département (qui fait 609 km2). Le bassin versant de la partie supérieure, en amont de Giromagny est de 30,5 km2 mais il reçoit des précipitations bien plus importantes, sous forme de neige à la saison froide.

### Communes traversées
Dans les deux départements du Doubs et du Territoire de Belfort, la Savoureuse traverse quinze communes, soit de l'amont vers l'aval :
- Lepuix, Giromagny, Chaux, Sermamagny, Valdoie, Belfort, Danjoutin, Andelnans, Botans, Sevenans, Bermont, Trevenans, Chatenois-les-Forges, Nommay, Vieux-Charmont. Elle sert aussi parfois de limite à certaines communes.

### Profil en long

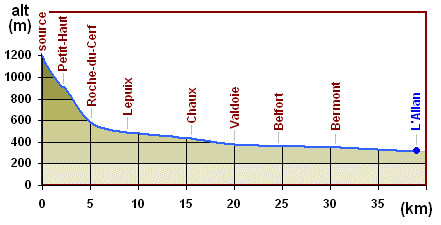
La pente de la Savoureuse entre sa source au Ballon d'Alsace et l'Allan.

La source de la Savoureuse est située à 1 190 m d'altitude à une centaine de mètres de distance de l'hôtel du Sommet, au Ballon d'Alsace. Dans les premiers kilomètres sa pente est de l'ordre de 200 m/km. C'est un torrent qui saute sur les rochers, et présente notamment une cascade au lieu-dit le Rummel. Dans cette partie montagnarde, la Savoureuse a subi la création d'un petit barrage construit en travers de son cours et qui forme l'étang du Petit-Haut, à 920 m d'altitude. Arrivée à la Roche-du-Cerf, le verrou glaciaire de Malvaux, elle a perdu plus de 600 mètres d'altitude et sa pente n'est plus que de 28 m/km. Cette pente passera à 10 m/km entre Giromagny et Belfort puis à 4 m/km entre Belfort et l'entrée de Sochaux, au point de confluence avec l'Allan (altitude 329 m).
Il s'agit d'un cours d'eau fortement et anciennement aménagé, pour les besoins de l'agriculture et de l'industrie.

## Principaux affluents
Dans son cours supérieur, entre sa source et Giromagny, la Savoureuse reçoit l'eau de nombreuses « gouttes » (ex : Goutte Thierry), ces torrents et ruisseaux qui dévalent les pentes fermant le cirque glaciaire où serpente la route du Ballon d'Alsace.
Voici quelques-uns de ses principaux affluents :
- la Beucinière et le ruisseau des Belles Filles à Lepuix ;
- la Rosemontoise à Valdoie ;
- le Rhôme à Valdoie ;
- la Douce à Bermont.

## Hydrologie
La Savoureuse a été observée aux trois stations U2345020 de Giromagny à 468 m d'altitude pour un bassin versant de 30,5 km2 avec un module de 1,47 m3/s (1974-2014), U2345030 de Belfort à 357 m d'altitude pour un bassin versant de 141 km2 avec un module de 4,30 m3/s (1965-2014), et U2345040 de Vieux-Charmont à 317 m d'altitude pour un bassin versant de 235 km2 avec un module de 6,04 m3/s (1986-2014)

### Débit
Le régime de la Savoureuse est celui d'un torrent. Le débit instantané peut varier de pratiquement zéro jusqu'à 209 m3/s lors de la crue du 15 février 1990 où le niveau à Belfort atteignit 2,36 m, provoquant des dégâts considérables : le pont du Magasin qui avait résisté à la crue de février 1970, a été disloqué[réf. nécessaire].

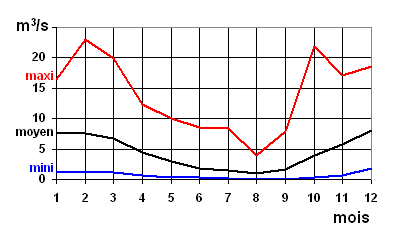
Débit de la Savoureuse à Belfort, maxima et minima historiques et moyenne mensuelle.

Ces variations sont liées à la grande variabilité du régime des précipitations dans la région, et à la faible capacité de rétention des sols. Bien que le massif du Ballon d'Alsace soit un des endroits parmi les plus arrosés de France avec 240 cm d'eau par an, il suffit de quelques jours de temps sec pour que le débit des cours d'eau diminue sensiblement.[réf. nécessaire]
Il peut arriver par ailleurs qu'une montée des eaux se déclenche sans précipitations car, en hiver, il suffit d'un fort radoucissement pour faire fondre le manteau neigeux couvrant le massif de Vosges. Si le redoux s'accompagne de fortes pluies, une crue peut se produire en quelques heures suivie d'une décrue presque aussi rapide dès que les intempéries diminuent d'intensité.[réf. nécessaire]
Les étiages se produisent essentiellement en hiver (froid intense par temps sec), et en été (lors de périodes de temps sec prolongé, même si surviennent des orages).[réf. nécessaire]

### Une crue typique
Le graphe ci-contre montre les variations du débit de la Savoureuse à Belfort, début mars 2006.

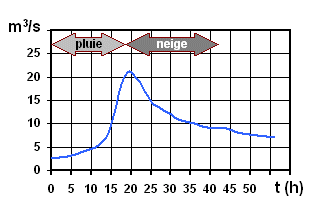
Une crue de la Savoureuse, début mars 2006.

Remarque : Le niveau de cette crue n'a rien d'exceptionnel puisque la période de retour d'une telle crue est estimée proche de cinq ans.

## État d'aménagement
La Savoureuse est un cours d'eau fortement et anciennement aménagé pour les besoins de l'agriculture et de l'industrie (c'est-à-dire : pour l'irrigation et la force motrice, besoins actuellement révolus).

### Un état des lieux préoccupant
Dans le Territoire de Belfort, une étude réalisée en 2005 par les services du Conseil général montre qu'entre 1760 et la fin du XXe siècle, le lit mineur mesuré entre Lepuix et Châtenois-les-Forges a perdu environ 9 % de sa longueur, soit environ 2,5 kilomètres. Cette diminution de la longueur du cours d'eau est due aux nombreuses rectifications (suppression des méandres et sinuosités) opérées surtout au XIXe siècle et au XXe. Au XIXe siècle, les nombreuses rectifications poursuivaient un double objectif : augmenter la vitesse d'écoulement pour réduire la hauteur d'eau atteinte lors des crues, et donc atténuer le risque d'inondation ; et réduire les emprises du cours d'eau pour gagner des terres arables. Au XXe siècle, il s'agira plutôt d'insérer de grands aménagements, en particulier l'autoroute A36 qui a été construite dans l'axe de la vallée de la Savoureuse au sud de Belfort.
L'évolution du cours d'eau depuis 1760 témoigne certes d'une artificialisation extrême du lit mineur et de l'urbanisation du lit majeur ; mais les plans d'époque montrent que déjà au XVIIIe siècle, le cours d'eau avait subi de nombreuses interventions (biefs rectilignes, dérivations industrielles ou agricoles, déplacement manifeste du lit mineur...).
L'étude montre également que plus de 80 % du lit majeur a été urbanisé ou déconnecté du lit mineur par des remblaiements ou divers aménagements.
La rivière est encore aujourd'hui pénalisée par cette forte densité d'aménagements qui contrarient sa mobilité naturelle, limitent le transport solide (sédiments), et réduisent fortement la biodiversité dans la mesure où la plupart des milieux naturels ont été supprimés ou simplifiés.
Le cours d'eau présente sur pratiquement toute sa longueur des enrochements latéraux de toutes époques, une largeur standardisée, un fond plat, parfois colmaté, des berges fréquemment encaissées entre des remblais... L’Aulne glutineux a été fortement utilisé pour fixer le lit mineur en zone rurale, et constitue ainsi l'essentiel des peuplements rivulaires, bien différents d'une ripisylve naturelle. À plusieurs endroits, des prélèvements importants de matériaux ont laissé des traces encore très visibles (certaines gravières étaient encore actives à la fin du XXe siècle). De nombreux seuils et petits barrages jalonnent le lit mineur et certains d'entre eux sont infranchissables pour la plupart des espèces de poissons. L'invasion par la Renouée du Japon est massive, bien que peu surprenante dans des milieux aussi dégradés.

### Quelques progrès, encore insuffisants
Si quelques interventions ont été réalisées par les collectivités sur des ouvrages particulièrement préoccupants (comme le seuil du centre-ville de Valdoie, rendu franchissable à la faune aquatique par le Conseil général), le fait que tout le cours d'eau relève du domaine privé (il est la propriété des riverains) et non du domaine public, ne facilite pas les interventions des collectivités, sur le plan juridique. En outre, un programme de restauration du cours d'eau serait sans doute coûteux en raison du nombre de mesures qu'il faudra adopter.
À partir des dernières années du XXe siècle, un premier progrès a été obtenu à la suite de l'adoption d'un plan de prévention du risque d'inondation par les communes, qui réglemente l'urbanisation en zone inondable. En outre les collectivités ont parachevé la collecte et le traitement des eaux usées dans la première décennie du XXIe siècle, améliorant ainsi la qualité de l'eau.

### L'esquisse d'une véritable intervention publique
Un Schéma d'Aménagement et de Gestion des Eaux (SAGE) est en préparation pour le bassin versant de l'Allan, dont la Savoureuse fait partie. Il devra traiter les grands problèmes de cette vallée, qui sont notamment l'alimentation en eau potable, le risque d'inondation, la biodiversité.

## Étymologie
Le nom de Savoureuse pourrait provenir du mot patois savour (scie – vient du son que fait la scie lorsqu'elle est tirée alternativement par chaque scieur de long en faisant SA à l'aller et VOUR au retour) car cette rivière alimentait beaucoup de scieries mécaniques le long de son parcours. Il pourrait aussi avoir la même origine que les noms de la Seine et de la Saône, de Sequana, déesse celtique des eaux.[réf. nécessaire]

### Tourisme
À voir : 
- le sommet du Ballon d'Alsace ;

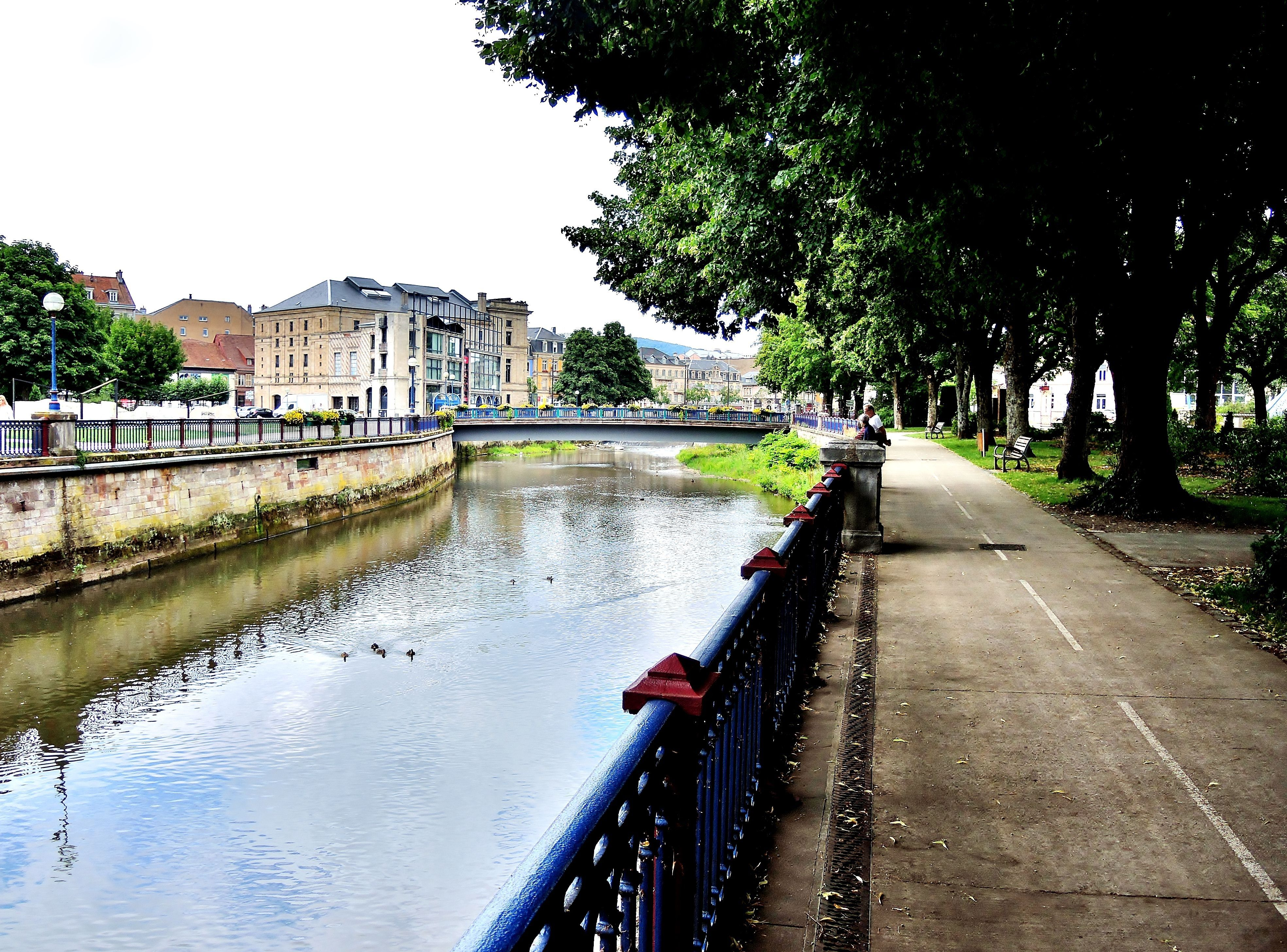
La Savoureuse longe le square du Souvenir, à Belfort.

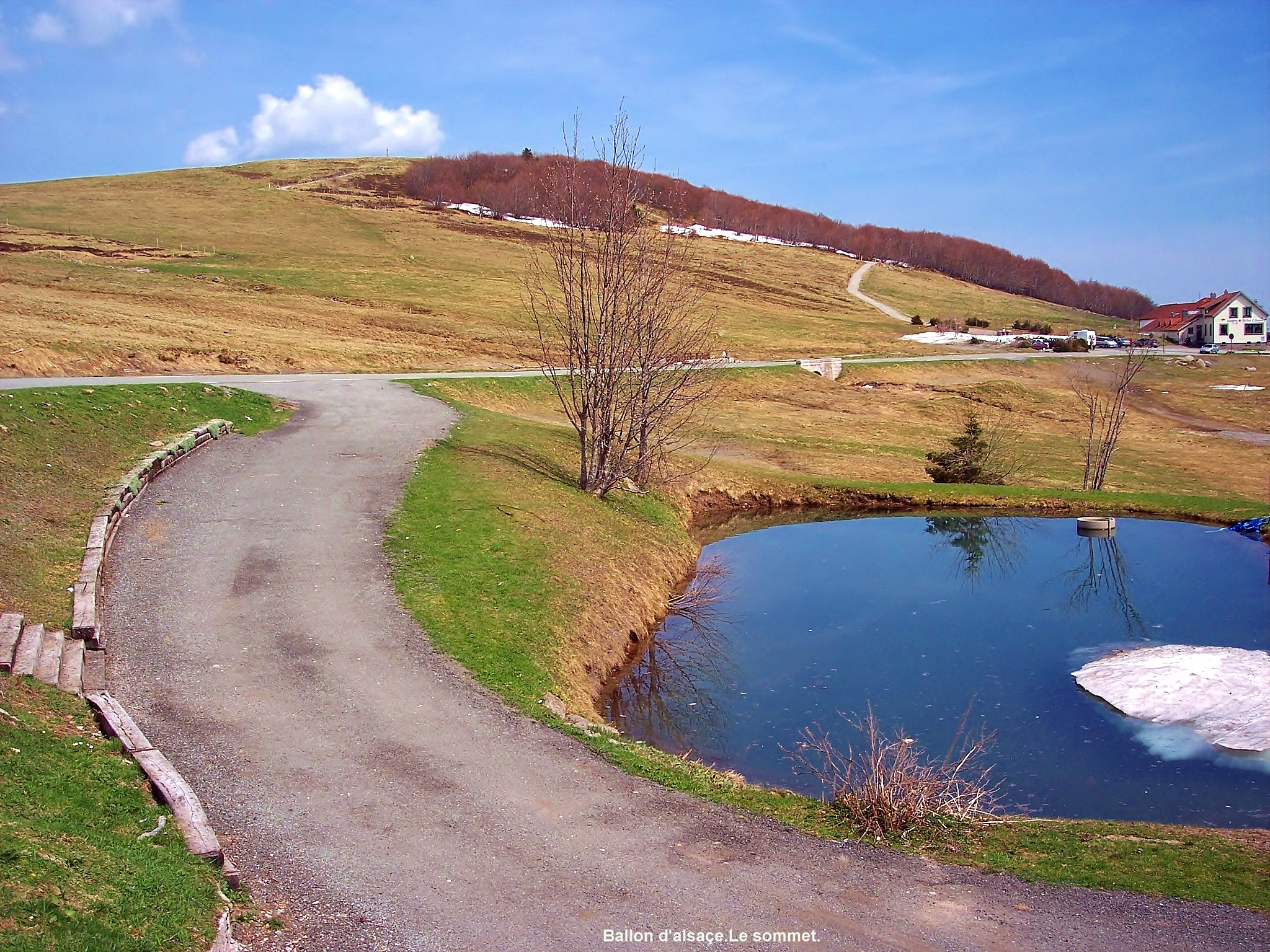
Sommet du Ballon d'Alsace.

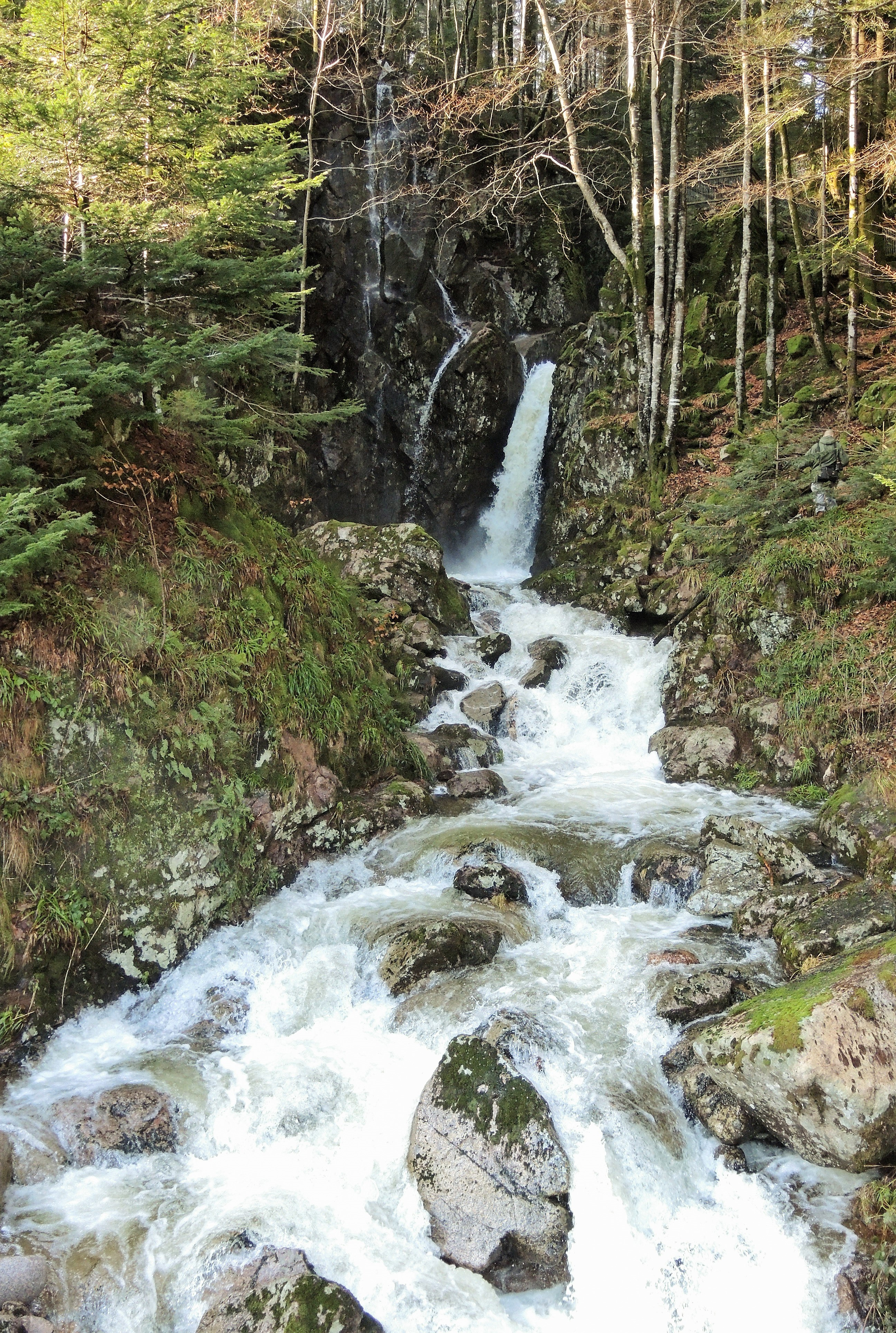
Cascade du Saut de la Truite.

- la haute vallée de la Savoureuse, au-dessus de Lepuix ;
- la cascade du Saut de la Truite et celle de Malvaux ;
- les quais de la Savoureuse à Belfort et la promenade François-Mitterrand.